# 旗本退屈男 (2001年のテレビドラマ)
『旗本退屈男』（はたもとたいくつおとこ）は、2001年（平成13年）7月31日から11月6日にフジテレビ系列で毎週火曜日の19時59分から20時54分に放映された東映制作の日本の連続時代劇。北大路欣也主演。全10回。

## 概要
直参旗本の身で有りながら、常に「退屈で仕方がない」が口癖の「退屈のお殿様」こと早乙女主水之介が、悪人どもに怒りの刃を振るう痛快娯楽時代劇。
すでに北大路の実父である市川右太衛門が、サイレント時代の1930年からトーキー移行後の1963年に掛けて製作・上映された映画版全30作、1973年から1974年に掛けてNET系列他にて放送されたテレビドラマ版全25話で主役を務めており、また、北大路自身も1988年から1994年に掛けて、テレビ朝日系列で放送された単発時代劇シリーズ『ご存知!旗本退屈男』全9作で主演を務めている。
本作は、そのテレビ朝日版終了から約8年ぶりに制作されたテレビシリーズで、毎回、丹波哲郎や森繁久彌といった大物ゲストが出演している。また、フジテレビ系列でのテレビシリーズ放送開始に当たっては、主水之介以外のメインキャストが変更されており、早乙女家の用人・笹尾喜内は矢崎滋に、主水之介の妹・菊路は佐藤友紀にそれぞれ変更された。
本作以前に『旗本退屈男』のテレビ作品が放送されたのは5本あり、その内テレビシリーズ2本が火曜日夜8時枠で放送されている。ちなみに、『旗本退屈男』のテレビシリーズが火曜日夜8時枠で放送されたのは、前述の市川右太衛門版終了以来約27年ぶり、フジテレビ系列の同枠で放送されたのは1970年から1971年に掛けて放送された高橋英樹主演の1970年版終了以来、約30年ぶりであった。
第7話にゲストとして出演した船越英二も、2007年に死去したためこれが最後の作品となった。

## キャスト
- 早乙女主水之介…北大路欣也
- 笹尾喜内…矢崎滋
- 菊路…佐藤友紀
- 新助役…いわいのふ健

### ゲスト
| 第1話 - 黒田屋仁兵衛：大出俊 - たえ：麻乃佳世 - 塩谷兵衛助：丹波哲郎 - 法源坊：伊藤敏八 - 村山新八：篠塚勝 - 千種屋：頭師孝雄 第2話 - 両国屋徳右衛門：河原さぶ - 神保内膳正：佐々木勝彦 - 耳助：本田博太郎 - お峰の方：鈴川法子 - 静枝：多岐川裕美 - お小夜：黒川芽以 第3話 - 鏑木兵庫：村上弘明 - 武藤：福本清三 - 大黒屋：鶴田忍 - 榊原主膳：潮哲也 - 小春：有沢妃呂子 - 井坂：草薙良一 第4話 - 藤岡：古手川祐子 - 宮永主馬：中島久之 - 卯三郎：出光秀一郎 - 阿部主計頭：高橋長英 - 茶頭：うえだ峻 - 堀田将監：森山周一郎 第5話 - お秀：荻野目慶子 - 島田蔵人：伊藤高 - 木村頼母：横内正 - 高坂外記：原田大二郎 - 立石右京太夫：森繁久彌 | 第6話 - 秋月兵馬：井上高志 - 楓の方：梶芽衣子 - 佐久田源八：火野正平 - お豊の方：日下由美 - 田村帯刀：中原丈雄 - 京極高宣：浅田祐二 - 宮内次郎太：石田登星 - 杢助：福井謙二 第7話 - 高山修理：船越英二 - 村井大膳：中山仁 - お仙：石野真子 - 大久保加賀守：清水綋治 - 杉野力也：若松俊秀 第8話 - 阿部市之丞：亀石征一郎 - おみつ：五十嵐いづみ - 新城和馬：伊東貴明 - 大室主膳：遠藤征慈 - 矢萩采女：小沢象 - 孫兵衛：伊東四朗 第9話 - 山本神右衛門：近藤正臣 - 鍋島直次：古田求 - 大木佐助：堤大二郎 - 藤村太夫：藤田佳子 第10話 - 香味屋重三郎：夏八木勲 - おこよ：平沢草 - 渡海屋庄兵衛：中田浩二 - 五島屋善右衛門：石山律雄 |

## スタッフ
- 原作: 佐々木味津三
- 脚本:古田求、志村正浩、中村勝行、田村惠、ちゃき克彰、野上龍雄
- 音楽:渡辺俊幸
- 監督:斎藤光正、杉村六郎、梶間俊一、長岡鉦司
- プロデューサー: 遠藤龍之介、保原賢一郎（フジテレビ）、上阪久和、塚田英明（東映）
- 製作:フジテレビ、東映

## サブタイトルリスト
1. 天下御免の向こう傷
2. 京洛の花嵐
3. どくろ屋敷の謎
4. 伏魔殿の血闘
5. 幽霊城の姫君
6. 海を渡った退屈男
7. 謎の鬼面城
8. 黄金伝説の謎
9. 化猫屋敷の謎
10. 南国の対決